# 物部刀自売
物部 刀自売（もののべ の とじめ、生没年不詳）は、奈良時代の人物。

## 経歴・人物
武蔵埼玉郡の人物で藤原部等母麻呂の妻。天平勝宝7歳（755年）2月、夫が防人として筑紫に派遣された際に詠んだ返歌が『万葉集』に載る。

## 歌
- 色深く 夫汝が衣は染めましを 御坂たばらば まさやかに見む[2]